# Inês de Cleves
Inês de Cleves (25 de março de 1422 — 6 de abril de 1448) era filha de Adolfo I, duque de Cleves, Conde de Mark e Cleves, e de sua segunda esposa Maria da Borgonha.

## Biografia
Casou-se, em 30 de setembro de 1439, em Olite, com Carlos, príncipe de Viana, herdeiro de Navarra. O casal, todavia não teve filhos e Inês morreu em 6 de abril de 1448, aos vinte e seis anos de idade. Após a morte de Inês, Carlos desejou casar-se novamente e se comprometeu com a infanta Catarina de Portugal, filha do rei Duarte. Tal união, no entanto, jamais se concretizou.
Carlos e Inês teriam sido seguramente rei e rainha de Navarra com a morte da rainha Branca I, em 1441, se o rei consorte, João de Aragão, não tivesse lhe negado o direito à sucessão. O atrito entre Carlos e seu pai aumentou quando, em 1444, João casou-se em segundas núpcias com Joana Henriques, uma nobre castelhana, a qual também se colocou como adversária de Carlos, ainda mais depois de dar à luz um filho varão (o futuro Fernando II de Aragão), em 1452.
Quando Joana começou a interferir nos assuntos internos de Navarra, uma guerra civil eclodiu em 1452 e, mesmo com o auxílio do rei João II de Castela, Carlos foi derrotado e feito prisioneiro. Em 1458, João sucedeu ao irmão Afonso como rei João II de Aragão, mas foi obrigado a libertar Carlos e reconhecê-lo como seu sucessor, em 1461. O príncipe de Viana, porém, veio a falecer pouco tempo depois, provavelmente de tuberculose, embora haja rumores de que tenha sido envenenado, sem herdeiros legítimos. Seus direitos de sucessão foram herdados por suas irmãs: Branca, primeiramente, e depois, com a morte desta, em 1464, Leonor, que finalmente herdou a coroa de Navarra com a morte de João, em 1479.